# Памятник жертвам фашизма (Краков)

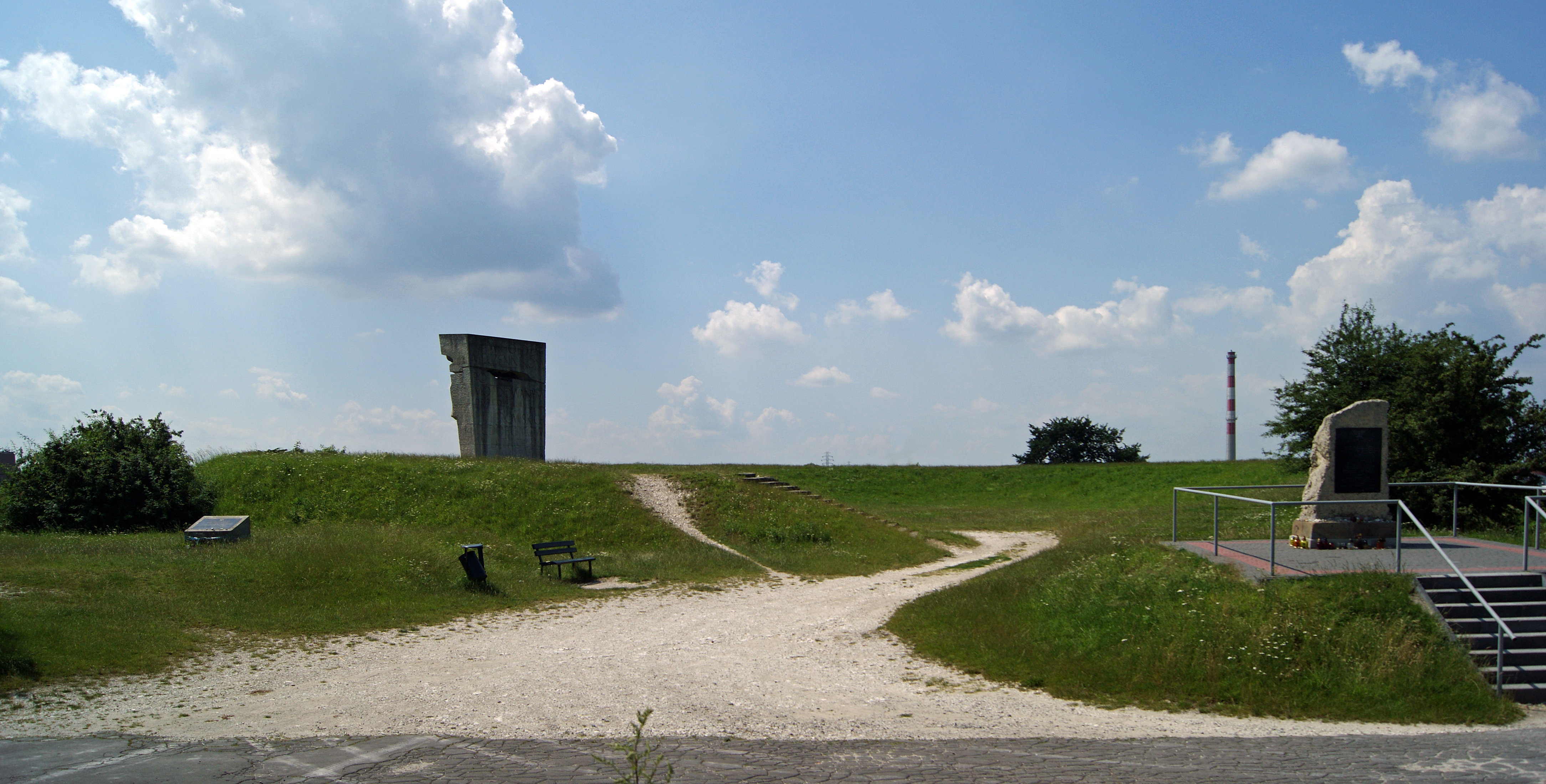
Общий вид мемориального комплекса

Памятник жертвам фашизма или Памятник жертвам концентрационного лагеря Плашов, Памятник «Люди с вырванными сердцами» (пол. Pomnik Ofiar Faszyzmu, Pomnik Ofiar Obozu Koncentracyjnego w Płaszowie, Ludzie z wydartymi sercami) — памятник, находящийся в краковском районе Подгуже, Польша. Располагается на территории бывшего концентрационного лагеря Плашов. Посвящён жертвам, погибшим во время массовых экзекуций в этом лагере. 
Памятник проекта польского скульптура Витольда Ценцкевича был установлен в 1964 году. Резьбу на железобетонной конструкции выполнил Рышард Щипинский. Памятник был установлен на территории австро-венгерского фортификационного сооружения под названием шанец «FS-22» времён Первой мировой войны. Лагерный плац и казармы располагались примерно в 400 метров на юго-восток от шаньца. На этом месте проходили массовые экзекуции заключённых лагеря. Непосредственное место казней находилось на так называемой Хуёвой-Гурке. Это место сегодня обозначено мемориальным знаком в виде креста. 
Памятник жертвам фашизма изображает фигуры пяти человек, стоящих в шеренгу со склонёнными головами под тяжестью каменного блока. Ну уровне груди проходит трещина, изображающая вырванные сердца. На задней части памятника находится надпись на польском языке «W hołdzie męczennikom pomordowanym przez hitlerowskich ludobójców w latach 1943 – 1945» (В память мучеников, погибших от рук гитлеровских убийц в 1943 – 1945 годах). 
За памятником и за пределами шаньца находятся два отдельных мемориальных знака. Один из них установлен в 2000 году и посвящён еврейским женщинам из Венгрии, которые были вывезены из концентрационного лагеря Плашов в концентрационный лагерь Освенцим. Второй памятный знак установлен еврейской краковской общиной и посвящён евреям из Польши и Венгрии, погибшим в Плашове.